# Guarea laurentii
Guarea laurentii là một loài thực vật có hoa trong họ Meliaceae. Loài này được De Wild. mô tả khoa học đầu tiên năm 1908.